# 莫斯科大主教马卡里乌斯

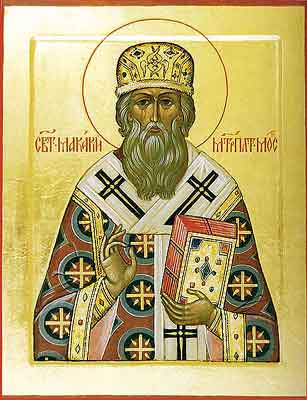
莫斯科大主教马卡里乌斯

马卡里乌斯（羅馬化：Makary  ；1482年 - 1563年1月12日）是 1542年至1563年期間的莫斯科及全羅斯牧首。他是第十位未经君士坦丁堡普世牧首首批准就上任的大主教。1988年，俄罗斯正教会舉辦封圣儀式，马卡里乌斯被追認為聖人。 